# Malphas (suite romanesque)
Ne doit pas être confondu avec Malphas.
Malphas est une suite romanesque d'horreur de l'auteur québécois Patrick Senécal.

## Malphas 1: Le cas des casiers carnassiers
Le roman est publié en novembre 2011 par les éditions Alire.

### Résumé
Julien Sarkozy déménage de Drummondville à Saint-Trailouin à la fin d'août pour y enseigner la littérature au Cégep (collège d’enseignement général et professionnel). Les usagers de ce collège sont plutôt des étudiants qui ont été mis à la porte d'autres établissements d'enseignement du Québec. Julien Sarkozy découvre aussi rapidement que la plupart, sinon tous les membres du corps professoral ont également abouti dans cet établissement contre leur gré, et il soupçonne qu'ils ne pourraient pas, eux non plus, enseigner ailleurs (comme narrateur, il indique que c'est son cas aussi, sans préciser ce qu'il a fait au cégep de Drummondville pour être obligé de le quitter).
Dès le premier jour d'école, une étudiante horrifiée, en ouvrant son casier, voit en débouler des morceaux de cadavre qui s'avèrent être ceux de son ex-petit ami. Dans les jours qui suivent, des horreurs du même genre se répètent. Julien Sarkozy tente d'élucider ce mystère, dans un établissement dont il apprend vite qu'il a sa petite histoire d'atrocités.

### Personnages
- Julien Sarkozy : 38 ans professeur de littérature, personnage principal et narrateur des romans. Enseigne depuis 14 ans, 3 ans à Montréal , le reste à Drummondville et maintenant au Cégep Malphas à Saint-Trailoin.
- Simon Gracq: étudiant au cégep Malphas et éditeur du journal étudiant.
- Rachel Red : professeur de littérature.
- Zoé Zazz : professeur de littérature.
- Rémi Mortafer : professeur de littérature.
- Rupert Archlax junior : directeur pédagogique du Cégep Malphas.
- Émile Sarkozy : fils de Julien.
- Mélusine Fudd : vieille sorcière vivant dans la forêt non loin de Saint-Trailouin

## Malphas 2: Torture, luxure et lecture
Le roman est publié en 2012 aux éditions Alire.

### Résumé
La session d’automne s’est poursuivie comme si de rien n’était au Cégep de Malphas. Au département de littérature, un nouveau collègue, Michel Condé, arrive et propose de fonder un club de lecture. Julien Sarkozy s'y inscrit : quoi de mieux qu’une activité littéraire normale et tranquille pour oublier ce qu'il a vécu depuis son arrivée à Saint-Trailouin ?
Pourtant, au cours de ces dernières semaines, il n’arrête pas de penser au mystère qui entoure Malphas et l’homme qui est à l’origine du Cégep, Rupert Archlax senior, et décide de reprendre son enquête avec l’aide de Simon Gracq, qui ne demande pas mieux.
Or, pendant qu'il cherche une façon de découvrir le lien qui semble unir Archlax senior à la vieille Fudd, une explication à l’odeur nauséabonde du Cégep et ce qui se cache derrière la porte de métal dans le sous-sol du Cégep, Julien Sarkozy a de plus en plus la certitude que cette session, qui a si mal commencé, court maintenant à la catastrophe...

### Personnages
- Julien Sarkozy : personnage principal et narrateur du roman, professeur de littérature.
- Simon Gracq : étudiant.
- Rachel Red : professeur de littérature.
- Zoé Zazz : professeur de littérature.